# Бецелем
Бецеле́м (івр. בצלם) (англ. B'Tselem) — ізраїльська недержавна правозахисна організація. Сама організація характеризує себе як «Ізраїльський інформаційний центр з прав людини на окупованих територіях». Бецелем був заснований 3 лютого 1989 р. групою громадян Ізраїлю: адвокатів, вчених, журналістів та членів Кнесету. Завданням організації є «висвітлення і ознайомлення їзраїльського суспільства з порушеннями прав людини на окупованих територіях», протистояння спробам заперечити ці порушення. Бецелем також, за власним визнанням, намагається «створити атмосферу поваги до прав людини в Ізраїлі».

## Діяльність
Основою діяльності організації є збір інформації про порушення прав людини на Окупованих територіях. Деякі члени парламенту, а також загалу громадськості приділяють значну увагу захисту прав палестинців від зловживань з боку влади. Бецелем нараховує сотні прихильників та добровольців, які проводять спеціальні заходи з метою ознайомлення громадськості зі становищем на окупованих територіях: встановлюють інформаційні стенди, розповсюджують друкований матеріал, беруть участь в акціях протесту.
Бецелем розповсюджує власні звіти про стан із захистом прав людини в Окупованих територіях. Зокрема активісти організації звертають увагу на використання тортур, вбивства органами безпеки палестинців, обмеження на свободу пересування, експроприацію землі та власності, дискримінацію довкола забудови Східного Єрусалима. Увага також приділяється фактам затримання, арештів, знесення будівль і фактів насильства з боку ізраїльських поселенців на окупованих територіях.